# Arocha
Genre
Arocha est un genre d'araignées aranéomorphes de la famille des Mimetidae.

## Distribution
Les espèces de ce genre se rencontrent au Brésil et au Pérou.

## Liste des espèces
Selon World Spider Catalog (version 15.5, 13/11/2014) :
- Arocha erythrophthalma Simon, 1893
- Arocha rochai Mello-Leitão, 1941

## Publication originale
- Simon, 1893 : Études arachnologiques. 25e Mémoire. XL. Descriptions d'espèces et de genres nouveaux de l'ordre des Araneae. Annales de la Société Entomologique de France, vol. 62, p. 299-330 (texte intégral).